# Ключ 58
| 彐                     | 彐                    | 彐                    |
| ---------------------- | --------------------- | --------------------- |
| 57                     | 58                    | 59                    |
| Піньінь:               | jì                    | jì                    |
| Чжуїнь:                | ㄐㄧˋ                 | ㄐㄧˋ                 |
| Вейд-Джайлз:           | chi4                  | chi4                  |
| Ютпхін:                | gai3                  | gai3                  |
| Он:                    |                       |                       |
| Кун:                   |                       |                       |
| Кандзі:                | 頭 keigashira         | 頭 keigashira         |
| Хун:                   | 돼지머리 dwaeji meori | 돼지머리 dwaeji meori |
| Им:                    | 계 gye                | 계 gye                |
| Індекс у Вікісловнику: | 彐                    | 彐                    |

Ключ 58 — ієрогліфічний ключ, що означає свиняче рило і є одним із 31 (загалом існує 214) ключа Кансі, що складаються з трьох рисок.
У Словнику Кансі 25 символів із 40 030 використовують цей ключ.

## Символи, що використовують ключ 58

Як писати ієрогліф.

| без додаткових | 彐 彑 |
| 2 додаткові    | 归    |
| 3 додаткові    | 当 聿 |
| 5 додаткових   | 彔 录 |
| 6 додаткових   | 彖    |
| 7 додаткових   | 兼    |
| 8 додаткових   | 彗    |
| 9 додаткових   | 彘    |
| 10 додаткових  | 彙 彚 |
| 13 додаткових  | 彛 彜 |
| 15 додаткових  | 彝 彞 |
| 19 додаткових  | 彟    |
| 23 додаткові   | 彠    |